# Pseudonym
Ein Pseudonym (in bestimmten Zusammenhängen auch Aliasname, kurz Alias, auch nom de plume) ist der fingierte Name einer Person, insbesondere eines Urhebers (oder mehrerer Urheber) von Werken. Das Pseudonym wird anstelle des bürgerlichen Namens (Realname oder Orthonym, früher auch Alethonym, siehe Onymität) verwendet und dient meist zur Verschleierung der Identität. Das zugehörige Adjektiv lautet pseudonym (von altgriechisch ψευδώνυμος pseudōnymos „fälschlich so genannt“). Sollen Realname und Pseudonym gegenübergestellt werden, so werden sie häufig mit dem Adverb „alias“ verbunden (X alias Y).
Von Künstlernamen (auch Bühnennamen) ist vor allem die Rede, wenn Werke künstlerisch dargeboten werden (darstellende Kunst), etwa bei Schauspielern, Musikern oder Artisten. Tarnnamen sind gebräuchlich, wenn die Identität einer Person in einem bestimmten Zusammenhang verhüllt werden soll. Im Bereich der Spionage sind auch die Begriffe Dienstname (für hauptamtliche Mitarbeiter), Deckname oder Arbeitsname gebräuchlich (der Realname wird hier Klarname genannt). Der Kampfname, auch Nom de guerre genannt, ist hingegen kein eigentliches Pseudonym, da die wahre Identität des Trägers in der Regel bekannt ist. Er dient in der Regel nicht der Verschleierung der Identität.
Pseudonyme werden heute besonders im Internet und in der digitalen Kommunikation verwendet. Allerdings geht es im Internet in der Regel nicht um die Veröffentlichung bedeutender Werke. Der Zweck, die wahre Identität zu verbergen, steht hier meist im Vordergrund.
Neben den von einer Person selbst gewählten Pseudonymen gibt es auch als Sonderfall Pseudonyme, die von anderen für eine bestimmte Person gebraucht werden. Meist geschieht dies in den Medien, um z. B. einen Informanten zu schützen oder um die Privatsphäre eines Menschen zu wahren.

## Verwendung
Pseudonyme wurden historisch in erster Linie von Schriftstellern verwendet. In diesem Zusammenhang gibt es den französischen Ausdruck nom de plume (wörtlich: „Schreibfeder-Name“), der nur noch selten verwendet wird.
Einige Personen arbeiteten zeitlebens unter einem Pseudonym (zum Beispiel Friedrich von Hardenberg → Novalis, Marguerite de Crayencour → Marguerite Yourcenar). Bei manchen dieser Pseudonyme ist die tatsächliche Identität unbekannt oder umstritten (zum Beispiel der Schriftsteller → B. Traven oder der Maler → J. Metzler).
Andere ändern nur für bestimmte Lebens- oder Schaffensperioden oder für besondere Werke ihren Namen (zum Beispiel Jasmin Wagner → Blümchen, Agatha Christie → Mary Westmacott, Stephen King → Richard Bachman, Paul Dessau → Henry Herblay). Manche Personen haben auch verschiedene Künstlernamen, um verschiedene persönliche Werke zu differenzieren, da sie etwas anderes ausdrücken sollen (zum Beispiel Jean Giraud → Mœbius oder Gir, Patrick Losensky → Fler oder Frank White).
Bei der Nutzung von Pseudonymen im Internet und im E-Mail-Verkehr gibt es erhebliche Unterschiede zu den Pseudonymen von Schriftstellern und anderen Künstlern: In der virtuellen Welt kann sich jedermann unter beliebigen und beliebig vielen Pseudonymen äußern. Benutzernamen und selbstgewählte Spitznamen können ohne Weiteres geändert werden und sind insofern mit den realen Personen nur lose verknüpft.
Im Prinzip kann jeder Pseudonyme verwenden – im Privatleben und teilweise auch beruflich. In manchen Berufen sind Pseudonyme üblich (zum Beispiel bei Geheimdiensten oder in der Prostitution).

## Gründe für die Wahl eines Pseudonyms
Es gibt viele Motive, ein Pseudonym zu verwenden.

### Vereinfachung oder Verschönerung des Namens
- Ein fürs Publikum schwieriger, ungewöhnlicher oder fremdsprachlicher Name wird vereinfacht: Klaus Nakszyński → Klaus Kinski, Mark Ćwiertnia → Mark Forster, Mladen George Sekulovich → Karl Malden, Henry John Deutschendorf → John Denver, Reginald Kenneth Dwight → Elton John
- Lange Namen werden verkürzt: Jürgen Udo Bockelmann → Udo Jürgens, Peter Alexander Neumayer → Peter Alexander
- Allerweltsnamen gestalten sich gern klangvoller: Gustav Meyer → Gustav Meyrink, Marion Robert Morrison → John Wayne, Michaela Schaffrath → Gina Wild

### Wirtschaftliche Vorteile
- Im 19. und frühen 20. Jahrhundert schrieben Frauen oft unter männlichem Namen, um ihre Manuskripte bei Verlegern unterzubringen: Charlotte Brontë → Currer Bell, Amantine-Aurore-Lucile Dupin de Francueil → George Sand, Mary Ann Evans → George Eliot, Sophie Andresen → S. Wörishöffer
- Taktische Erwägung bei journalistischen Vielschreibern: Kurt Tucholsky → Theobald Tiger, Peter Panter; Günther Stern → Günther Anders
- Der Name eines Prominenten wird zu Werbezwecken nachgeahmt oder kopiert: Mary Ellen Cook → Mary Carey, Nicole Tanja Hilbig → Dru Berrymore, Dale Carnagey → Dale Carnegie

### Imagepflege
- Ausdruck bestimmter Eigenschaften, zum Beispiel tragen Kinderbuchautoren des beginnenden 19. Jahrhunderts oft positiv klingende Namen: August Lewald → Hans Kindermann, Jakob Glatz → Karl Heinrich Gutmann, Amanda Hoppe-Seyler → Tante Amanda, Heinrich Hoffmann (der Verfasser des Struwwelpeter) → Reimerich Kinderlieb; Ernst Hold (dessen Identität ungeklärt blieb)
- Wunsch nach Individualität und Originalität: Charles-Edouard Jeanneret-Gris → Le Corbusier, Georg von Hardenberg → Novalis, Josef Mahlmeister → Palabros de Cologne
- Ein spiritueller Name (wie Schwester Claudia) unterstreicht das Selbstverständnis von Nonnen und Mönchen; teils auch bei Yogalehrern
- Das Bedürfnis, sich von einem in die Jahre gekommenen Image zu distanzieren: Puff Daddy → P. Diddy (beides Pseudonyme), Paddy Kelly → Michael Patrick Kelly
- Ein kosmopolitischer klingender Name: Stanisław Władysław Rejment → Władysław Reymont, Witold Łagowski → Witold Horwath

### Vermeidung von Nachteilen
- Furcht vor Skandalen: Dominique Aury, eigentlich Anne Desclos → Pauline Réage
- Schutz vor Verfolgung: Aleksander Głowacki → Bolesław Prus, Helmut Flieg → Stefan Heym, Raimund Pretzel → Sebastian Haffner, Mohammed Moulessehoul → Yasmina Khadra
- Von dritter Seite verlangte Annahme eines Pseudonyms: Erich Kästner → Berthold Bürger (für das Drehbuch des Films Münchhausen, 1943)
- Umgehung eines Publikationsverbots: e.o.plauen durfte im Nationalsozialismus nicht unter seinem wirklichen Namen Erich Ohser publizieren
- Schutz der eigenen Privatsphäre: Atze Schröder geht gegen die Nennung seines bürgerlichen Namens in Medien gerichtlich vor
- Ein Autor möchte nicht mit bestimmten Werken in Verbindung gebracht werden oder selbst Distanz zu ihnen wahren: Søren Kierkegaard
- Distanzierung von früheren, an fragwürdigen politischen Richtungen orientierten Werken: Kurt Wilhelm Marek → C. W. Ceram
- Um nicht bloß aufgrund eines schon bekannten Namens Erfolg zu haben oder um anderweitigen Missverständnissen vorzubeugen: Michael John Douglas (nicht zu verwechseln mit Michael Douglas, dem Sohn von Kirk Douglas) → Michael Keaton, Nicholas Kim Coppola → Nicolas Cage, Diane Hall → Diane Keaton, James Stewart → Stewart Granger, Reinhard Mey → Alfons Yondraschek, J. K. Rowling → Robert Galbraith
- Vermeidung des Vorwurfs unzulässiger Eigenwerbung: James Alfred Wight → James Herriot
- Trennung zwischen Verlags- und Autorentätigkeit: Bernd Brunnhofer → Michael Tummelhofer
- Schutz der wissenschaftlichen Reputation: Unterscheidung zwischen wissenschaftlichen Arbeiten, die unter eigenem Namen publiziert werden und literarischen Werken, die unter Pseudonym erscheinen: Eva Gesine Baur → Lea Singer

### Biographische Hintergründe
- Oftmals ist es Überbleibsel eines Schulspitznamens, also durch Gewohnheit: Johann Caspar Schmidt → Max Stirner, Ernesto Guevara → Che Guevara, Gordon Sumner → Sting, Alecia Beth Moore → Pink bzw. P!nk,
- Beibehaltung des Ehenamens nach einer Scheidung als Pseudonym: Anna Mae Bullock → Tina Turner
- Wahl des Nachnamens der Mutter, wenn der Vater missliebig oder unbekannt war: Norma Jean Baker → Marilyn Monroe
- Wahl des Namens des Vaters: Susanne Uhlen (Tochter von Wolfgang Kieling) → Susanne Kieling
- Distanzierung von den Eltern und Wahl des Namens einer anderen wichtigen Bezugsperson: Michel Thomas → Michel Houellebecq (Geburtsname seiner Großmutter)
- Das Schreiben in einer Fremdsprache und die soziokulturelle Anpassung an diese: Józef Teodor Konrad Korzeniowski → Joseph Conrad
- Anpassung an eine Bevölkerungsmehrheit: Henryk Goldszmit → Janusz Korczak, Raymond Thierry Liebling → Roman Polański

### Schutz von Personen in der Berichterstattung der Medien
- Schutz von Informanten vor Verfolgung
- Schutz der Privatsphäre von Verbrechensopfern
- Schutz von Straftätern vor Anfeindungen, die auch ihre Resozialisierung gefährden könnten: Muhlis Ari → Mehmet.

### Vermeidung von Verwechslungen
- Verdeutlichung der Identität durch Hinzufügung eines Ortsnamens (zur Unterscheidung von anderen Trägern desselben Namens): Karl Schmidt → Karl Schmidt-Rottluff, August Heinrich Hoffmann → August Heinrich Hoffmann von Fallersleben, Hermann Schulze → Hermann Schulze-Delitzsch, jeweils nach dem Geburtsort.

### Sonstiges
- Spaß am Verwirrspiel, offene Kollektiv- oder Public-Domain-Identitäten: Monty Cantsin oder Luther Blissett
- Spoiler-Meidungen: Ninjago: Verbotenes Spinjitzu (Synchronisation)

Bei der Verwendung von Pseudonymen im Internet spielen mehrere der oben genannten Motive eine Rolle. Dazu gehören die Vermeidung von Nachteilen, Imagepflege und der Spaß am Verwirrspiel.

## Arten von Pseudonymen
Viele Pseudonyme sind reine Phantasiegebilde. Manchmal wird aus den Buchstaben des richtigen Namens ein Anagramm gebildet (zum Beispiel François Rabelais → Alcofrybas Nasier bzw. Alcofribas Nasier, Voltaire → François-Marie Arouet (A R O V E T L [e] J [eune] mit Vertauschung der handschriftlich damals identischen Buchstaben V/U und J/I sowie selbst verliehenem adeligem „de“), Paul Ancel → Paul Celan) oder ein Ananym, das den wirklichen Namen rückwärts gelesen wiedergibt (zum Beispiel Kurt W. Marek → C. W. Ceram). Bei einem Kryptonym ist ein Zusammenhang mit dem wirklichen Namen kaum noch oder gar nicht mehr erkennbar (zum Beispiel starke Verkürzung bei Horst Bosetzky → -ky).

Von einem Prenonym spricht man, wenn der Vorname oder mehrere eigene Vornamen als Name verwendet werden (Jean Paul Friedrich Richter → Jean Paul, Peter Alexander Neumeyer → Peter Alexander). Auch ein einzelner Vorname kann verwendet werden, indem man ihn in einen vermeintlichen Vor- und Familiennamen teilt (Illobrand von Ludwiger → Illo Brand).

Gelegentlich verbergen sich Frauen hinter Männernamen mit einem Pseudandronym (zum Beispiel Karen Blixen → Isak Dinesen) oder Männer hinter Frauennamen mit einem Pseudogynym (zum Beispiel Prosper Mérimée → Clara Gazul).

Ein Traduktionym entsteht durch die Übersetzung des wirklichen Namens in eine andere Sprache. Beispielsweise erscheinen die Schallplatten des niederländischen Musikers Ton Koopman (niederländisch koopman bedeutet „Kaufmann“) unter dem Label Antoine Marchand – die französische Version von „Anton Kaufmann“.
Bei den Gelehrten der Renaissance war es üblich, latinisierte oder gräzisierte Namen zu verwenden, zum Beispiel Georg Bauer → Georgius Agricola, Gerhard Kremer → Gerhard Mercator, Philipp Schwarzerdt → Philipp Melanchthon, Theophrastus Bombast von Hohenheim → Paracelsus.
Es gibt auch Fälle, in denen nur eine lateinische Endung angehängt wurde, vor allem von Verfassern wissenschaftlicher Veröffentlichungen.

Ein Geonym ist aus einem geografischen Namen abgeleitet. Beispiele sind der Zeichner e.o.plauen (lebte als Kind in Plauen), der Maler Georg Baselitz (geboren in Deutschbaselitz), Jürgen von der Lippe (geboren in Bad Salzuflen im Kreis Lippe) und der österreichische Sänger Hubert von Goisern (geboren in Goisern). Theo Lingen wählte seinen Künstlernamen nach dem Geburtsort seines Vaters. Der Renaissance-Gelehrte Johann Georg Turmair nannte sich Johannes Aventinus, eine latinisierte Anspielung auf seinen Geburtsort Abensberg. Der Künstler Karl Schmidt-Rottluff wurde in Rottluff geboren.

Seltener wird das Aristonym ausgesucht, das seinen Träger mit einem Adelstitel aufwerten soll. Viele vermeintliche Aristonyme sind allerdings in Wahrheit lediglich Geonyme und wollen keinen Adelstitel vortäuschen (Hoffmann von Fallersleben). Die Abgrenzung ist mitunter schwierig. Adelig klingende Pseudonyme werden häufig auch in ironischer Absicht gewählt (Jürgen von der Lippe, Rosa von Praunheim, beides eigentlich Geonyme; Hella von Sinnen; Funny van Dannen). Ein dem Aristonym ähnlicher Fall sind scheinbare bzw. unechte akademische Titel (zum Beispiel Dr. Best, Dr. Kurt Ostbahn oder Dr. Seuss). Ebenso selten ist das Hagionym, das den Namen eines Heiligen enthält (zum Beispiel Halldor Kiljan Laxness).
Soll das Pseudonym auf eine satirische oder ironische Absicht des Autors hindeuten, spricht man von einem Ironym (Friedrich Theodor Vischer → Deutobold Symbolizetti Allegorowitsch Mystifizinski; Hella von Sinnen).

Darüber hinaus gibt es das Allonym, welches den Namen einer bekannten Persönlichkeit vorgibt (zum Beispiel bei Pablo Neruda, der sich nach Jan Neruda benannte) und das Phraseonym, hier wird der Name in Form einer Redewendung oder eines Wortspieles wiedergegeben (zum Beispiel Farin Urlaub).

Eine im Bereich der Unterhaltungsindustrie häufig anzutreffende Sonderform ist das Sammelpseudonym oder Verlagspseudonym: Der fingierte Name wird in diesem Falle nicht einer bestimmten real existierenden Person zugeordnet, sondern von einem Unternehmen zur einheitlichen Publikation von Werken genutzt, die in Wahrheit von verschiedenen Urhebern stammen. Gängige Praxis ist dieses Vorgehen bei Verlagen, die Trivialliteratur in Heftform herausgeben. Eines der bekanntesten Beispiele ist „Dr. Sommer“ aus der Jugendzeitschrift BRAVO: Ursprünglich ein Pseudonym des Autors Dr. med. Martin Goldstein, beantwortete schon bald ein Team von Mitarbeitern unter diesem Pseudonym die Anfragen der jungen Leser. Inzwischen wird offen vom „Dr.-Sommer-Team“ gesprochen.

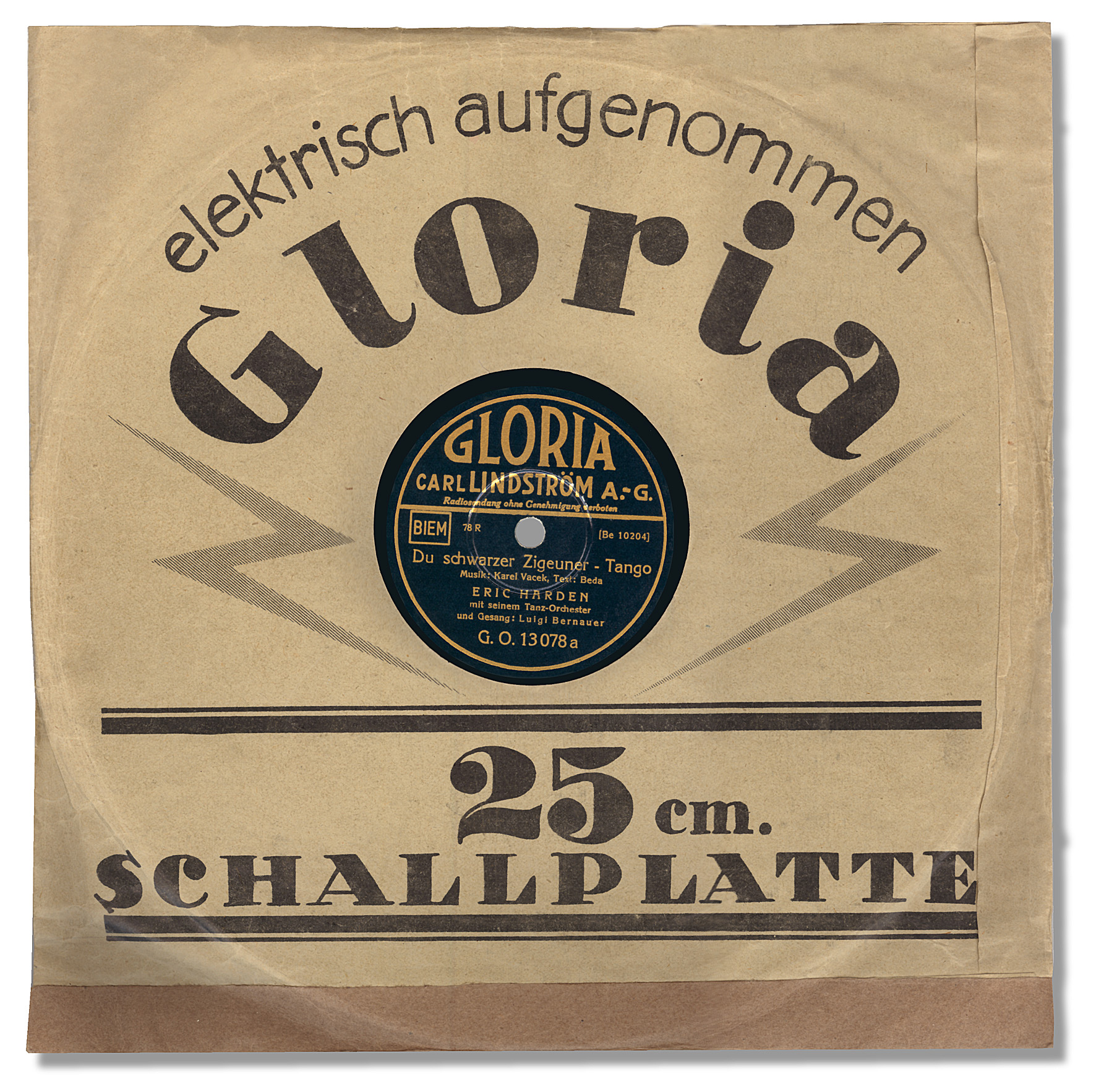
Schellackplatte mit dem Tonträgerpseudonym Eric Harden der Carl Lindström AG.

Auch Tonträgerkonzerne bedienten sich schon früh eines ähnlichen Konzepts. Ein bekanntes Beispiel ist die Interpretenangabe Orchester Eric Harden, die seit den späten 1920er Jahren unter den verschiedensten Warenzeichen des damals größten europäischen Plattenproduzenten, der Carl Lindström AG, verwendet wurde. Eric Harden war keine existierende Person, sondern konnte für jedes beliebige Studioorchester stehen, das gerade für die benötigten Aufnahmen zur Verfügung stand. Ein anderes jahrelang bedientes Pseudonym der Carl Lindström AG war Fred Lustig. Unter diesem Namen verkaufte der Konzern verschiedene Schlagersänger, so den damals sehr bekannten Luigi Bernauer auf seiner Marke Odeon.
Ein jüngeres Verwendungsbeispiel ist Bert Brac, ein Sammelpseudonym für Begleitmusik-Komponisten des Hörspiellabels Europa. Ein Beispiel mit enormem Einfluss aus der Wissenschaft ist Nicolas Bourbaki. Ein aus der Filmbranche bekanntes Beispiel entstand nicht aus Erwägungen des Produzenten, sondern aus Selbstschutzwunsch: Regisseure, die aus verschiedenen Gründen mit einem ihrer Filme unzufrieden sind (beispielsweise wegen starker Eingriffe der Produzenten), wählen üblicherweise das Notfall-Pseudonym Alan Smithee (in verschiedenen Schreibweisen) oder Thomas Lee.

Pseudonyme, die von mehreren Autoren gemeinschaftlich genutzt werden, werden auch als Gemeinschaftspseudonym oder Kollektivpseudonym bezeichnet. Ein bekanntes Beispiel ist „H. Bustos Domecq“, das von Jorge Luis Borges und Adolfo Bioy Casares für Kollaborationen verwendete Pseudonym. Die Grenzen zwischen Sammel- und Gemeinschaftspseudonym sind fließend, man wird aber bei gemeinschaftlich erstellten Einzelwerken eher von Gemeinschaftspseudonym, bei einer Reihe, die unter einheitlichem Pseudonym erscheint, deren einzelne Bände aber individuelle Verfasser haben, eher von Sammelpseudonym sprechen.

## Synonyme
Als Synonyme werden bedeutungsgleiche Wörter bezeichnet. Dieser Begriff kann also in gewisser Weise als Oberbegriff des Sonderfalls Pseudonym aufgefasst werden. Dagegen spricht, dass Synonyme im üblichen Sinne dem natürlichen Wortschatz einer Sprache entstammen, während es sich bei Pseudonymen gewöhnlich um Eigennamen handelt, welche absichtsvoll neu gebildet werden, um einen bestimmten Zweck zu erfüllen.

## Rechtliche Situation
Künstlernamen sind namensrechtlich geschützt. Nach dem Urheberrecht hat ein Künstler das Recht, festzulegen, welchen Künstlernamen er tragen will. Für die Wahl des Namens gibt es gewisse Einschränkungen durch Persönlichkeitsrechte anderer. In europäische Reisepässe und bei Ausweisdokumenten vieler Länder können Künstlernamen (und auch Ordensnamen) angegeben werden.

### Deutschland
Künstlernamen können in den Personalausweis und Reisepass eingetragen werden. Möglich war dies schon seit vielen Jahrzehnten – bis zu einer Änderung des Personalausweisgesetzes zum 1. November 2007, mit der die Eintragungsfähigkeit von Künstlernamen abgeschafft wurde. Auf diese Änderung im Jahr 2007 gab es Proteste von Künstlern und Journalisten, die für ihre berufliche Tätigkeit auf Pseudonyme angewiesen sind. Diese Proteste waren im Jahr 2008 Anlass für die Bundesregierung, die Frage der Eintragungsfähigkeit von Künstlernamen erneut zu prüfen. Der Bundesrat beschloss am 18. Dezember 2008 das Gesetz über Personalausweise und den elektronischen Identitätsnachweis, in dem als Nebenregelung auch Künstlernamen wieder eintragungsfähig gemacht wurden. Das Gesetz trat gemäß Art. 7 des Gesetzes erst am 1. November 2010 in Kraft, dies fiel zusammen mit der Einführung des neuen Personalausweises. Bis dahin blieb es den Meldebehörden versagt, Künstlernamen in den Personalausweis einzutragen. Von dieser Regelung waren auch Ordensnamen betroffen. Seit 1. November 2010 ist die Eintragung in Personalausweise und Pässe wieder möglich.
Rechtsverbindlich und zulässig ist die Unterschrift mit einem Pseudonym, sofern die als Aussteller in Betracht kommende Person ohne Zweifel feststeht. Wird mit dem Künstlernamen unterschrieben, so ist damit der gesetzlichen Schriftform Genüge getan.
Der Schutz des Pseudonyms gemäß § 12 BGB bleibt davon unberührt. Bei Klagen kann der Künstlername zur Parteienbezeichnung verwandt werden. Bei Grundstückskäufen sind Eintragungen im Grundbuch unter ausschließlicher Verwendung des Künstlernamens nach § 15 Abs. 1 a GBV nicht zulässig. Dieser darf jedoch zusätzlich zum Familiennamen eingetragen werden.
Für Künstlernamen sind seit dem 1. November 2012 alle Zeichen zulässig, die in dem Zeichensatz String.Latin der Bundesdruckerei enthalten sind.
Nach einer Entscheidung des Verwaltungsgerichts Berlin vom Januar 2015 kann eine Prostituierte ihr Pseudonym nicht als Künstlernamen im Personalausweis eintragen lassen. Anders jedoch der Fußballspieler Andreas „Zecke“ Neuendorf, nachdem er zwei eigens gefertigte Ölgemälde versteigern ließ.

### Österreich
Es steht in Österreich jeder Person frei, sich eines beliebigen Namens zu bedienen, sofern sie damit nicht gegen den Namensschutz gemäß § 43 ABGB verstößt. Ein Pseudonym bzw. Künstlername wird durch bloßen Gebrauch erworben, ohne dass es hierzu eines größeren Umfangs des Gebrauches oder einer längeren Dauer bedürfte; erforderlich ist nur, dass der Deckname einem weiteren Kreis bekannt geworden und aufgefallen ist, so dass sich mit dem Gebrauch auch die Vorstellung der Öffentlichkeit von einer bestimmten Persönlichkeit verbindet. Seit der Einführung der neuen Sicherheitspässe im Juni 2006 ist die Eintragung von Künstlernamen im Reisepass nicht mehr zulässig.

### Schweiz
Künstlernamen und Ordensnamen können in der Schweiz als „amtliche Ergänzungen“ in den Pass aufgenommen werden. Für den Eintrag eines Künstlernamens „muss ein begründetes Gesuch gestellt und glaubhaft dargelegt werden, dass dieser Name im wirtschaftlichen und gesellschaftlichen Leben einer Person auch objektiv von Bedeutung ist“.

## Benutzernamen im Internet
Eine andere Form von alternativen Namen sind die Spitznamen und Benutzernamen, oft auch Nickname oder kurz „Nick“ genannt – im Zuge der Verbreitung von Computern und des Internets inzwischen für viele unerlässlich. So bedarf es ihrer zum Beispiel bei der Rechtevergabe bei Betriebssystemen oder für die Nutzung von Internetnutzungsmöglichkeiten wie E-Mail oder Foren. Hierbei ist eine Pseudonymisierung nicht zwingend, aber in einigen Fällen durchaus empfehlenswert (siehe Anonymisierung und Pseudonymisierung).
Um den Schutz personenbezogener Daten zu gewährleisten, legt in Deutschland das „Gesetz über den Datenschutz und den Schutz der Privatsphäre in der Telekommunikation und bei Telemedien“ eine Anonymisierung- bzw. Pseudonymisierungsmöglichkeit fest: „Anbieter von Telemedien haben die Nutzung von Telemedien und ihre Bezahlung anonym oder unter Pseudonym zu ermöglichen, soweit dies technisch möglich und zumutbar ist. Der Nutzer von Telemedien ist über diese Möglichkeit zu informieren.“
Problematisch kann die Anonymisierung werden, wenn eine Person mehrere Identitäten als Sockenpuppen verwendet, um in Diskussionen oder Abstimmungen eine Mehrheit zu erzielen.

## Sonstiges
Fahrradboten fahren unter einem Nick, der ursprünglich auch der schnellen und guten Verständlichkeit im Funkverkehr dient.
CB-Funker haben stets einen Nick (hier: Skip), Fernfahrer plakatierten diesen Rufnamen auch per Schild hinter der Windschutzscheibe.
Überwiegend Kurzzeit-Teams besonders bei studentischen Sportveranstaltungen wählen einen Team-Namen.
Autofahrer der Pionierzeiten fuhren Rennen unter Pseudonym – häufig betuchte Herren, die sich das teure Hobby leisten konnten, und bei Misserfolg keinen schlechten Ruf davontragen wollten. So zwei Teilnehmer der Automobil-Fernfahrt Salzburg–Wien am 1. und 2. Juni 1900, nämlich Baron Anton Codelli unter dem Pseudonym Karl Findeisen und der Nesselsdorfer Direktor und Eisenbahnpionier Hugo Fischer von Röslerstamm unter Vorwärts.